# 김담 (1678년)
김담(金墰, 1678년 ~ 1743년)은 조선 후기의 문신이다. 자는 사관(士寬)이고 호는 동강(東岡), 본관은 광산(光山)이다. 사관, 찰방, 장령, 정언, 판결사 등을 역임했다.

## 가족 관계
- 증조부 : 김진해(金振海)
  - 할아버지 : 김시성(金是聲)[2]
    - 아버지 : 김우화(金遇華)[3]

## 참고 자료
- 숙종실록(肅宗實錄)
- 경종실록(景宗實錄)
- 영조실록(英祖實錄)
- 국조방목(國朝榜目)